# Apple A16
Apple A16 Bionicは、Appleが設計したAArch64ベースのSoCである。iPhone 14 ProとiPhone 14 Pro Max、iPhone 15とiPhone 15 Plus、iPad(A16)に搭載されている。

## 設計
A16では、2つの高性能コアEverestと4つの高効率コアSawtoothで構成される、Apple製の64ビット6コアCPUを搭載している。iPad (A16)では5コアCPUが搭載されている。
iPhone 14 Proおよび14 Pro Maxに搭載されるA16は、Appleが設計した5コアGPUを搭載している。A16には、Appleが「新しい16コアのニューラルエンジン」と発表した、専用のニューラルネットワークハードウェアが搭載されている。このニューラルエンジンは、1秒間に17兆回の演算を行うことができ、A15より7%高速となった。また、A16には、写真1枚あたり最大4兆回の演算を行うコンピューテショナルフォトグラフィー能力を向上させる新しい画像信号処理プロセッサ（ISP）、Secure Enclaveが搭載され、メモリ帯域が50%増えている。iPad (A16)では4コアGPUが搭載されている。

## 搭載製品
- iPhone 14 Pro
- iPhone 14 Pro Max
- iPhone 15
- iPhone 15 Plus
- iPad (A16)